# 葉金卡河
葉金卡河（俄语：Река Единка）是俄羅斯的河流，由濱海邊疆區負責管轄，河道全長112公里，流域面積約2120平方公里，發源自錫霍特山脈东坡，最終注入日本海，每年十二月至翌年四月結冰。落差1300米，河宽可达40米，深0.4至2米。河畔的定居点有佩列得奇哈村和叶金卡村。河名来自土著语言乌德盖语。

## 引用
1. ↑  А·П·穆拉诺夫. . 列宁格勒: 气象出版社. 1966 （俄语）.
2. ↑  . 列宁格勒: 气象出版社 （俄语）.
3. ↑  Т·А·基谢尔科瓦娅. . 列宁格勒: 气象出版社. 1977 （俄语）.
4. ↑  . 国家水登记处.   [2023-10-30]. （原始内容存档于2015-02-17） （俄语）.
5. ↑  . Вед. гидролог ОГРП З. Д. Кожевникова.   [2012-03-31]. （原始内容存档于2012-08-16）.